# Боклевский, Пётр Михайлович
Пётр Михайлович Бокле́вский (1816—1897) — русский художник-иллюстратор.

## Биография
Родился 12 (24) июня 1816 года в семье прапорщика Рязанского внутреннего батальона Михаила Фёдоровича Боклевского (?—1833), «по-видимому в г. Рязани, ибо, как видно из копии метрической книги, хранящейся в архиве Московского университета, крещение „младенца Петра“ совершено было 13 июня в рязанской Ильинской церкви». Позже появилась версия рождения в селе Елшино, которая вошла и в «Большую российскую энциклопедию».
Художественные способности Пётр Боклевский унаследовал от матери, Марьи Даниловны, очень религиозно и хорошо писавшей акварелью и лепившей из воска. Мальчик начал рисовать с пятилетнего возраста, но самая ранняя из известных его работ — акварельный портрет отца в военной форме, выполненная им в семнадцать лет.
После окончания в 1834 году Рязанской гимназии, он поступил на физико-математическое отделение философского факультета Московского университета, перейдя в 1835 году на нравственно-политическое отделение. В студенческие годы посещал кружок Аполлона Григорьева. Большое влияние на Боклевского оказали лекции профессора Н. И. Крылова. Выпускные экзамены в 1840 году сдал блестяще, но выпущен был из университета со званием действительного студента. В своём сочинении «О римском владении» он изложил критические взгляды на систему крепостного права в России. Отказавшись переписать его «в правильном ключе», он оставил университет, так и не получив звания «кандидат права».
По окончании университета вернулся в Рязанскую губернию, в имение своей матери. Служил губернским секретарём в Рязани. Часто посещал Скопинский уезд; гостил у помещика Маркова, Лихаревых. Там и познакомился со своей будущей женой, молодой помещицей села Питомши, Варварой Павловной Мальцовой; свадьба состоялась в 1849 году. В 1850 году у них родилась дочь Мария (в замужестве Лихарева), а затем ещё пять сыновей: Павел, Семён, Иван, Алексей, Константин.
В 1840-е годы, приезжая в Петербург, он брал уроки у профессора Академии художеств А. Е. Егорова, а в 1845 году стал «сторонним посетителем» академического класса К. П. Брюллова. Хорошо знакомый с историей, Боклевский критиковал с этой точки зрения произведения живописи даже известных мастеров и «…необыкновенно бойко и зло рисовал карикатуры <на преподавателей академии>, да такие хлесткие, что профессора приходили в бешенство». Уйдя из Академии, Боклевский некоторое время работал в мастерской скульптора П. К. Клодта, лепившего тогда коней для Аничкова моста. В Рязани скандальную славу получили его карикатуры на самодурство местного губернатора П. С. Кожина (1848). В марте 1852 года за портрет чиновника Котона Боклевский был удостоен Академией званием «свободного художника по живописи портретной акварельной».
В 1852—1854 годах посетил Францию, Германию, Италию, Испанию и Швейцарию. По возвращении в Россию стал зарабатывать, исполняя заказные портреты; им были созданы портреты графа А. А. Нессельроде, К. Т. Солдатенкова, Кокорева, графа Кушелева-Безбородко, Воронцова-Дашкова и др. Начал иллюстрировать книги: выполнил «характеристические виньетки» к произведениям М. А. Стаховича, рисунки к рассказу В. И. Даля о Синопском сражении.
В 1855 году Боклевский впервые выступил в печати, создав альбом карикатур на тему Крымской войны. Альбом носил название «На нынешнюю войну» и состоял из семи рисунков-литографий. В это время он сблизился с кружком «молодой редакции Москвитянина».
В 1864 году Боклевский был избран в участковые мировые судьи; спустя девять лет стал председателем съезда мировых судей в Скопине. В 1869 году сгорел дом Боклевского; в огне погибли литографские камни, готовые литографии, рисунки и иллюстрации. В 1872 году семья Боклевских переехала в Москву, где Пётр Михайлович вступил в корпорацию присяжных поверенных. В начале 1880-х годов они вернулись в Скопин; 1 января 1883 года умерла от воспаления лёгких его супруга и осенью того же года он переехал в Санкт-Петербург, к дочери Марии Лихаревой, к тому времени уже потерявшей мужа. В 1886 году он на короткое время переехал в Москву, а затем в течение пяти лет, вновь с дочерью, жил в Нижнем Новгороде, где познакомился с В. Г. Короленко.
Последний период жизни, который он провёл с дочерью в Москве, был труден из-за бедности и болезней, но над иллюстрациями П. М. Боклевский, несмотря на преклонный возраст, работал чуть ли не до самой смерти.
- Автопортрет, 1848
- Автопортрет, 1864
- Автопортрет, 1868
- Автопортрет, 1888

## Творчество
Его рисунки и акварели полны романтической иронии. Боклевский выступал и как политический карикатурист (альбом На нынешнюю войну, 1855), но по настоящему показал себя после сближения с литературным миром Москвы, посвятив себя книжной иллюстрации.
Среди наиболее известных его работ — альбомы литографий и рисунков к сочинениям А. Н. Островского (вып. 1-6, 1859—1860) и циклы иллюстраций (преимущественно портреты литературных героев — карандаш и акварель) к произведениям к Н. В. Гоголя:
- «Галерея гоголевских типов. „Ревизор“» (1858); переизданы в альбоме «Бюрократический катехизис. Пять сцен из „Ревизора“» (1863)
- Альбом гоголевских типов… (1881)
- Типы из поэмы «Мертвые души» (с 1870-х гг.; полностью изданы в 1895).

Боклевский усиливал жизненность Городничего, Хлестакова, Ноздрёва, Чичикова и других гоголевских героев столь выразительно, что впоследствии актёры (подобно М. А. Чехову (Хлестаков) в Ревизоре, Московский художественный театр, 1921) нередко специально гримировались «под Боклевского». Он также работал над иллюстрациями к П. И. Мельникову-Печерскому (издания 1882, 1914, 1934), И. С. Тургеневу («Отцы и дети», 1869; «Записки охотника»), Ф. М. Достоевскому («Бедные люди», «Преступление и наказание», оба 1881) и др.
Боклевским был выработан жанр сатирического, социально заострённого портрета литературного героя.
Он также исполнял портреты: Вольтера, М. И. Глинки, Гоголя и др. (пастель, 1870—1880-е гг.).
- Собакевич
- Манилов
- Коробочка
- Чичиков
- Ноздрёв
- Плюшкин

## Память
Умер П. М. Боклевский 10 (22) января 1897 года в Москве. Похоронен в городе Скопин, в Троицкой роще на территории Свято-Духова монастыря, где ему был установлен мраморный монумент «Скорбящий ангел». Памятник был разрушен вандалами в начале 1920-х годов. Новый советской властью был установлен, но сейчас находится в крайне плачевном состоянии.